# Взаимодействие генов и окружающей среды
Взаимодействие гена и окружающей среды — процесс, в ходе которого на основе определённого генотипа и воздействия фактора среды проявляется фенотип. В узком смысле, в генетической эпидемиологии: взаимодействие гена и окружающей среды — сочетание двух факторов риска (генетического и средового), приводящее к резкому изменению фенотипа, отличающемуся от привычного. Представляет собой интерес как способ описания нелинейных изменений фенотипа, качественных скачков в переходе от нормального (здорового) фенотипа к патологическому, которые невозможно объяснить простым сложением действия генетического фактора (варианта гена) и действием среды в отсутствии этого фактора.
Понятие взаимодействия генов и окружающей среды сопутствует определению наследуемости для описания вклада генетической изменчивости и изменчивости факторов среды в развитие фенотипа. При этом, в самом определении наследуемости предполагается, что взаимодействие между этими факторами отсутствует, то есть дисперсией, связанной с взаимодействием гена и окружающей среды, можно пренебречь. Однако, не все фенотипические признаки могут моделироваться только на основе идентификации генотипического варианта и уровня воздействия среды, без учёта взаимодействия генов со средой.
Методологически существует несколько подходов в определении и измерении взаимодействия с использованием аддитивных и мультипликативных моделей. При использовании аддитивной модели рассчитывается сравнительный риск развития фенотипа от независимого действия каждого из двух факторов и риск при одновременном действии этих факторов. В случае экспериментального подтверждения более высокого или более низкого риска в сравнении с суммой отдельных рисков может констатироваться взаимодействие. Таким образом, взаимодействие получает возможную интерпретацию, иногда также определяемую как синергическое воздействие. Использование мультипликативной модели может предполагать использование взаимодействия как отдельного параметра с расчётом вероятности и величины коэффициента взаимодействия в регрессионном анализе. Наличие статистической достоверности и отличие коэффициента от нуля указывает на взаимодействие между параметрами модели. Прямая интерпретация такого взаимодействия не представляется возможной. Оба способа оценки взаимодействия не предполагают непосредственного механического воздействия одного фактора на другой, а скорее — связь в метаболизме через цепочку воздействий внешних и генетических факторов.
В медицине описано несколько примеров взаимодействия между генами и факторами среды, в частности — эффект взаимодействия между генетическими вариантами в HLA и курением в развитии аутоиммунных заболеваний. Так, при исследовании популяции больных ревматоидным артритом было выявлено, что у курильщиков с определенным аллелем гена HLA-DRB1 риск возникновения серопозитивного заболевания во много раз выше, чем у некурящих или у курильщиков без этого аллеля. Сходный эффект взаимодействия курения с аллелями HLA-A*02 и HLA-DRB1*15 был показан в отношении риска развития рассеянного склероза. Наличие взаимодействия между генами и факторами среды помогает объяснить относительно низкий эффект генетических вариантов как факторов риска комплексных заболеваний человека: исследования генетических факторов без учета воздействия среды не учитывают синергический эффект и не описывают взаимодействие.